# Atrina serrata
Atrina serrata är en musselart som först beskrevs av George Brettingham Sowerby I 1825. Atrina serrata ingår i släktet Atrina och familjen Pinnidae. Arten förekommer i vatten i Nordamerika och i västra Atlanten. Inga underarter finns listade i Catalogue of Life.